# Leekstermeergebied
Het Leekstermeergebied is een Natura 2000-gebied.
Het ligt op de grens van de provincies Groningen en Drenthe, vormt een "binnendelta". Het uitgestrekte, laaggelegen veengebied, aan de noordzijde begrensd door de hoge Groninger klei en aan de zuidkant door de uitlopers van het Drentse zand, vormt een soort pan met als centrum het Leekstermeer.
De snelweg A7 is in de vijftiger jaren van de twintigste eeuw dwars door dit gebied aangelegd en fungeert als een scherpe scheidslijn.

## Waterberging
Sinds 2009 wordt het (Drentse deel van het) gebied samen met enkele aangrenzende gebieden De Onlanden genoemd en is een begin gemaakt met het inrichten van het gebied voor waterberging. Bedoeling hiervan is dat in geval van wateroverlast, bijvoorbeeld door extreme regenval, het overtollige water tijdelijk in dit gebied wordt opgeslagen. De Onlanden omvat het Leekstermeergebied en de stroomdalen van Peizerdiep en Eelderdiep met het dorp Peize in het midden van dit gebied. Inrichting houdt onder andere in het aanleggen van lage dijkjes.